# محاصره شهر غزه
محاصره شهر غزه در ۲ نوامبر ۲۰۲۳، زمانی که نیروهای دفاعی اسرائیل شهر غزه را محاصره کردند، در بحبوحه تهاجم اسرائیل به نوار غزه، که ضدحمله ای برای حمله حماس در سال ۲۰۲۳ به اسرائیل بود، آغاز شد. شهر غزه پرجمعیت‌ترین شهر در نوار غزه است و نبرد در ۳۰ اکتبر ۲۰۲۳، زمانی که اسرائیل و حماس در شهر غزه درگیر شدند، آغاز شد. طبق گزارش آکسفام، حدود ۵۰۰۰۰۰ فلسطینی به همراه ۲۰۰ اسرای اسرائیلی در شمال غزه محاصره بودند.

## محاصره

### نوامبر ۲۰۲۳
در ۲ نوامبر، نیروهای اسرائیلی شهر غزه را محاصره کردند، تعداد کشته شدگان فلسطینی در این دوران به بیش از ۹۰۰۰ نفر رسیده بود. نیروهای اسرائیلی با پیشروی به سمت دروازه‌های شهر غزه با مقاومت شدیدی روبرو شدند. جنگجویان حماس و جهاد اسلامی فلسطین قبل از بازگشت به شبکه بزرگ زیرزمینی خود، تونل‌های خود را ترک کردند تا به سمت تانک‌های اسرائیلی شلیک کنند. ارتش اسرائیل گزارش داد که فرمانده گردان ۵۳ خود، سرهنگ سلمان حباکا را در این نبرد از دست داده است که گمان می‌رود ارشدترین افسر اسرائیلی از زمان آغاز عملیات زمینی اسرائیل در نوار غزه در ۲۷ اکتبر بوده است.
اسرائیل اذعان کرد که حماس «به خوبی» برای نبرد آماده شده است و مدعی شد که «میدان‌های مین و تله‌های انفجاری» وجود دارد که مانع از دسترسی به شهر می‌شود. یکی از ساکنان شهر غزه گزارش داد که اسرائیل در تمام طول شب شهر را گلوله‌باران کرد اما هنوز نتوانسته از محدوده شهر پیشروی کند. نیروهای دفاعی اسرائیل اسامی پنج سربازی را که در جریان نبرد در ۲ نوامبر کشته شدند، منتشر کرد و تعداد سربازان اسرائیلی کشته شده از زمان تهاجم به نوار غزه را به ۲۴ نفر رساند.
حمله هوایی اسرائیل یک ساختمان مسکونی در اردوگاه آوارگان بوریج در جنوب شهر غزه را ویران کرد و دست کم ۱۵ نفر را کشت و ده‌ها نفر دیگر را زیر آوار مدفون کرد. این حمله هوایی در منطقه جنوبی نوار غزه صورت گرفت که اسرائیل در ۱۳ اکتبر به ساکنان شمال غزه دستور تخلیه آن را داده بود. به گفته جمعیت هلال احمر فلسطین، در همان روز، حملات هوایی اسرائیل منطقه‌ای از برج‌های آپارتمانی را در محله تل‌الحوا در فاصله ۱۰۰ متری بیمارستان قدس بمباران کرد.
در ۳ نوامبر، یک موشک پهپاد اسرائیلی، کاروانی از آمبولانس‌ها را که حامل ۱۵ تا ۲۰ مجروح بود را در نزدیکی دروازه جلویی بیمارستان الشفاء، هدف قرار داد. در همان روز، یک حمله هوایی اسرائیل به مدرسه اسامه بن زید در شمال غزه، که توسط اونروا اداره می‌شد، بمباران کرد و بیش از ۲۰ نفر را کشت. اونروا گفت که حداقل ۱۰۰۰ نفر از زمان شروع جنگ به این مدرسه پناه برده‌اند. اسرائیل مدعی شد که در ۳ نوامبر ۱۸ سرباز را از دست داده و ده‌ها شبه نظامی را کشته است.
در ۴ نوامبر، نیروهای اسرائیلی مدرسه الفاخوره تحت اداره سازمان ملل در اردوگاه آوارگان جبالیه را بمباران کردند که به آوارگان پناه داده بود و دست کم ۱۵ نفر را کشت و ۵۴ نفر را که اکثراً زن و کودک بودند، زخمی کردند. اسرائیل همچنین پنل‌ها و ژنراتورهای خورشیدی از جمله پنل‌های خورشیدی بالای بیمارستان‌ها را هدف قرار داده بود. اینها تنها منبع برق در غزه از زمان محاصره کامل نوار غزه توسط اسرائیل در ۹ اکتبر بوده است. ارتش اسرائیل مساجد علی بن ابی طالب و الاستجبه در محله السبرا را بمباران کرده بود. گردان‌های القسام حماس اعلام کردند که جنگنده‌های آنها پس از حمله به این نیرو با مسلسل و بمب، ۵ سرباز اسرائیلی دیگر را در ساختمانی در شمال غرب شهر غزه به قتل رساندند. گردان‌های القسام اعلام کرده‌اند که در جبهه‌های متعددی از جمله شمال غرب شهر غزه، جنوب شهر غزه، در بیت حانون و شمال شرق نوار غزه می‌جنگند. جنگنده‌های حماس در دو روز گذشته ۲۴ خودروی نظامی اسرائیل از جمله یک تانک، یک نفربر زرهی و یک بولدوزر با سلاح‌های ضد زره، به ویژه نارنجک‌های راکت ۱۰۵ میلی‌متری آل یاسین را منهدم کرده‌اند.
در ۵ نوامبر، نیروهای دفاعی اسرائیل اردوگاه آوارگان المغازی در مرکز غزه را بمباران کردند که حداقل ۳۰ تا ۵۱ نفر را که اکثراً زنان و کودکان بودند، کشتند. ارتش اسرائیل تصاویری از درگیری در نزدیکی بیمارستان حمد (بیمارستان توانبخشی و پروتزهای شیخ حمد بن خلیفه آل ثانی) منتشر کرد که شامل شلیک جنگجویان حماس از بیمارستان و استفاده از تونل‌های نزدیک ساختمان بیمارستان بود. دانیل هاگاری، رئیس واحد سخنگوی ارتش اسرائیل در بیانیه‌ای گفت که اسرائیل شهر غزه را به‌طور کامل محاصره کرده است. «رسانه‌های اسرائیلی» گزارش دادند که ارتش اسرائیل قرار است تا دو روز دیگر وارد شهر شود. در غزه نیز به دلیل درگیری، قطعی‌های ارتباطی گزارش شده است.
در نتیجه محاصره کامل غزه توسط اسرائیل، سوخت بیمارستان قدس تمام شد و در نهایت بخش‌هایی از بیمارستان تعطیل شد. این بیمارستان ژنراتور اصلی خود را خاموش کرد و برای ارائه خدمات ضروری به ۵۰۰ بیمار و ۱۴۰۰۰ آواره داخلی که در آنجا پناه گرفته بودند، به بهره‌برداری از یک ژنراتور کوچکتر متوسل شد.

### دسامبر ۲۰۲۳

#### ۱۳ دسامبر
۹ سرباز ارتش اسرائیل از تیپ گولانی از جمله سرهنگ دوم تومر گرینبرگ هنگام تلاش برای کمک به گروهی از سربازان اسرائیلی که در کمین گرفتار شده بودند در یک کمین دیگر کشته شدند که منجر به یکی از بزرگ‌ترین تلفات ارتش اسرائیل در طول تهاجم شد.

#### ۱۹ دسامبر
ارتش اسرائیل از انهدام سه گردان حماس که در جبالیا فعالیت می‌کردند و کشته شدن ستیزه‌جویان فلسطینی در جبالیا به ۱۰۰۰ نفر رسیده است، گزارش داد، اگرچه تعدادی از شبه‌نظامیان هنوز در این منطقه در حال نبرد بودند. موسسه مطالعات جنگ (ISW) و پروژه تهدیدات بحرانی (CTP) تخمین زدند که تیپ شمال غزه حماس به‌طور قابل توجهی آسیب دیده است.

### ژانویه ۲۰۲۴

#### ۷ ژانویه
تیم رزمی تیپ نهال ارتش اسراییل تحت لشکر ۱۶۲ در جریان حملاتی که به همراه نیروهای عملیات ویژه اسرائیل (SOF) در محله‌های دراج و التفاح انجام دادند، یک کارخانه بزرگ اسلحه سازی را کشف کردند. یک محور تونلی که توسط ارتش اسرائیل کشف شد به یک تونل ۱۰۰ متری منتهی شد که حاوی یک سایت تولید تسلیحات بود که در آن اجزای تسلیحات دقیق پیدا شد، با تصاویری که توسط ارتش اسرائیل از سایت به اشتراک گذاشته شده است که نشان می‌دهد یک موتور موشک و یک کلاهک طراحی شده برای موشک کروز حماس طراحی شده است.

### فوریه ۲۰۲۴

#### ۱۰ فوریه
ارتش اسرائیل یک عملیات پاکسازی برای مقابله با نفوذهای حماس به شمال غزه را اعلام کرد.

### ژوئن ۲۰۲۴–اکنون

#### ۱۵ ژوئن
دست کم ۲۸ فلسطینی در حمله نیروی هوایی ارتش به سه خانه در شهر غزه کشته شدند.

#### ۲۲ سپتامبر
رسانه‌های اسرائیلی گزارش دادند که نتانیاهو در نظر دارد تاکتیک‌های محاصره ای علیه شمال غزه را صادر کند.

## پیامدها
با جدا شدن شهر غزه از بقیه نوار، این شهر با قحطی شدیدی مواجه شد. این بحران با بمباران اسرائیل عمیق‌تر شد که باعث وخامت زیرساخت‌ها و خدمات اولیه گردید. حملات هوایی زیرساخت‌های غذایی مانند نانوایی‌ها و کارخانه‌های آرد را نابود کرده بود و به دلیل محاصره طولانی‌مدت غزه، کمبود گسترده منابع ضروری وجود داشت. این باعث گرسنگی بیش از نیم میلیون غزه‌ای شد و بخشی از یک بحران انسانی گسترده‌تر گردید. بر اساس آمارها، در شمال نوار یک سوم کودکان زیر دو سال از سوء تغذیه حاد رنج می‌برند. در ماه فوریه، به دلیل کاهش ذخایر مواد غذایی، دامداران فلسطینی برای تغذیه مردم محلی به سلاخی اسب‌ها روی آوردند.

## تلفات
تخمین زده می‌شود که ۱۰۰۰۰ غیرنظامی در شهر غزه، در زیر آوار محبوس شده یا جسد آنها همچنان کشف نشده باشد.